# Orfèvre

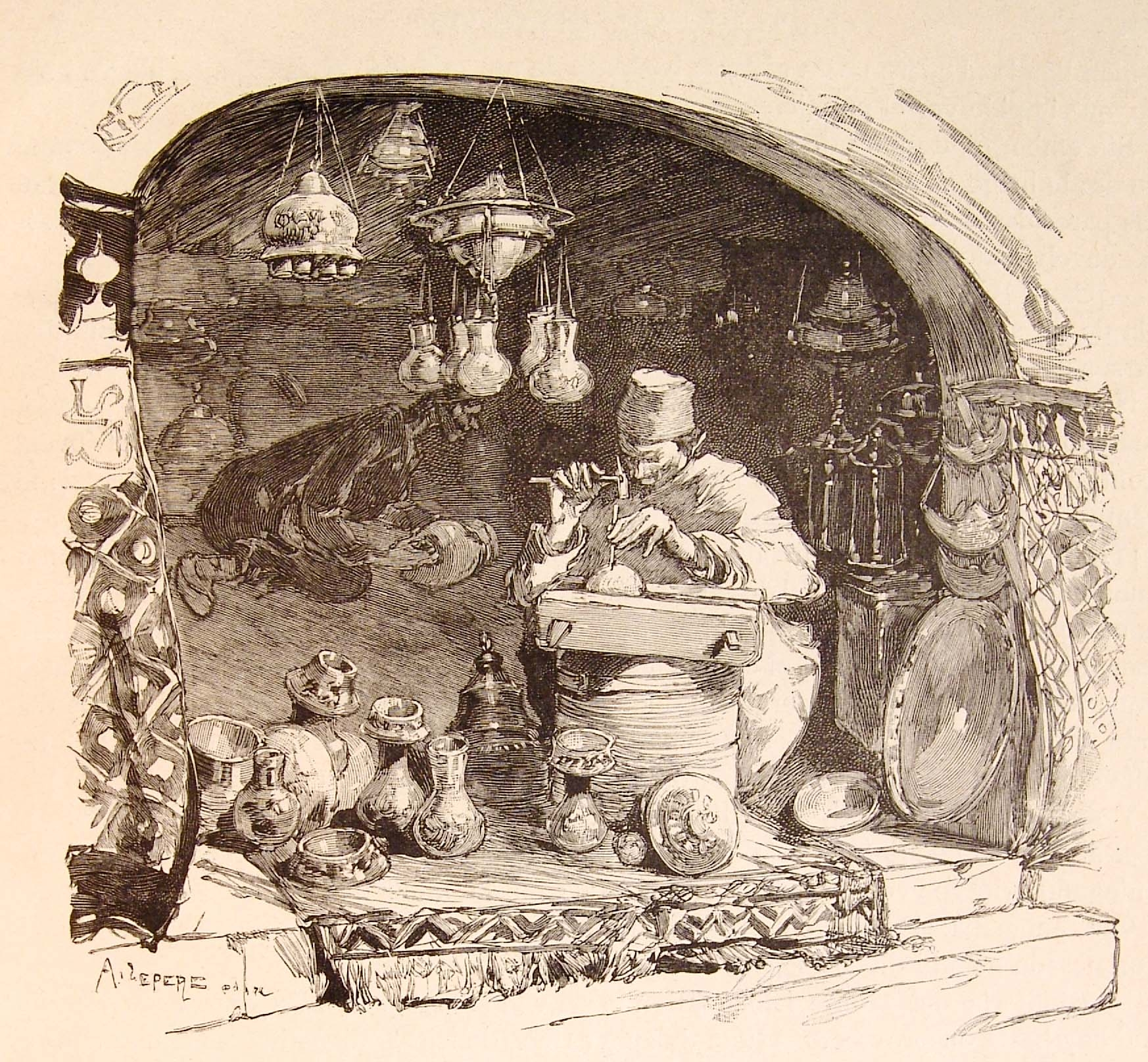
Orfèvre à l'Exposition universelle de 1889 (Paris, 1889).

 (juin 2018).
Si vous disposez d'ouvrages ou d'articles de référence ou si vous connaissez des sites web de qualité traitant du thème abordé ici, merci de compléter l'article en donnant les références utiles à sa vérifiabilité et en les liant à la section « Notes et références ».
L'orfèvre est un artisan et marchand qui fabrique et vend des objets d'orfèvrerie, ouvrages d’or et d’argent, de platine ou de tout métal précieux. Ce métier existe partout dans le monde et son histoire remonte à la Préhistoire. Il est proche du métier de bijoutier.

## Étymologie
Le nom d’orfèvre est un calque du vieux bas francique *gold « or » et *smid « forgeron » (cf anglais goldsmith, allemand Goldschmied). Il est fondé sur le français or (mot issu ultimement du latin aurum) et l'ancien français fevre « ouvrier, artisan travaillant le métal, forgeron » (mot issu du latin faber « ouvrier, artisan »). Le latin avait aurifex « orfèvre » (génitif aurificis) qui a survécu dans le sud de la France (ancien occitan), en Italie (orefice, orafo) et dans la péninsule ibérique (ourive, ouribe). L'espagnol orfebre et orfebrería sont des emprunts au français, tout comme le roumain orfevru et orfevrărie.
L'orfèvrerie désigne le travail des métaux précieux, essentiellement l'or et l'argent. Cet art est traditionnellement rangé parmi les arts mineurs.
Le métier d'orfèvre regroupe en réalité plusieurs spécialités qui peuvent devenir des métiers à part entière : planeur, tourneur-repousseur, monteur, ciseleur, polisseur-aviveur.

## Techniques
L'orfèvrerie fait appel à diverses techniques, parmi lesquelles la ciselure, l'estampage, la gravure, le poinçonné, le repercé ou découpage à jour et le repoussé.

## Spécialités

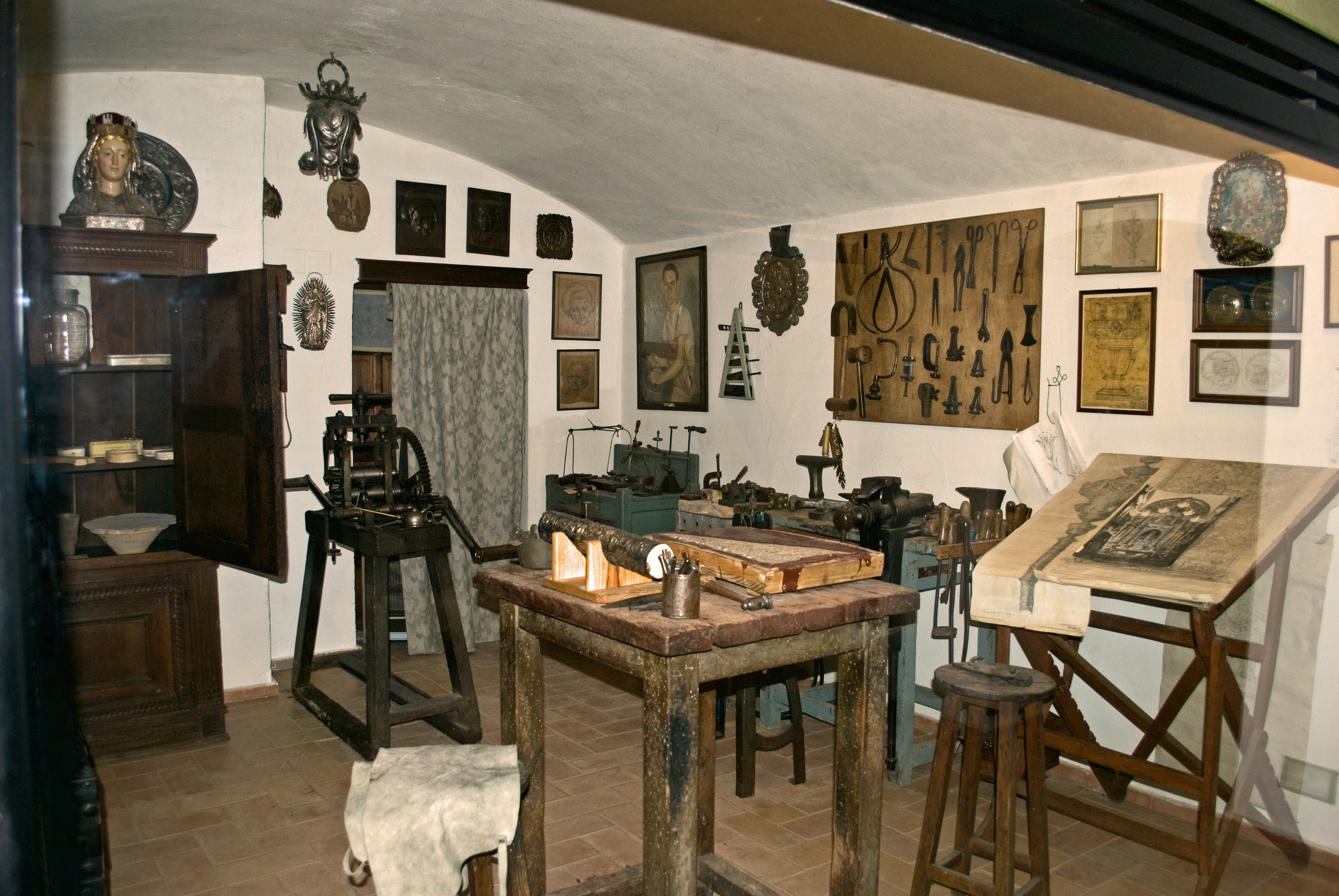
Matériel d'un atelier d'orfèvrerie donné par l'artiste Fernando Marmolejo au musée des arts et costumes populaires de Séville.

### Planeur
Le planeur effectue la mise en forme d'une pièce. La forme est obtenue par martelage, en employant des techniques de forge et dinanderie : l'emboutissage et la rétreinte pour la mise en forme proprement dite puis le sous-planage et le planage.

### Tourneur-repousseur
Le tourneur-repousseur met en forme les pièces à l'aide d'un tour. Il utilise pour cela des outils à repousser, lui permettant de plaquer la feuille de métal initiale sur une forme insérée dans le mandrin.

### Ciseleur
Le ciseleur se charge de réaliser les détails sur la pièce, en utilisant une technique particulière de repoussage du métal, la ciselure. Cette opération se fait sur des pièces planées ou tournées et leur donne ainsi leurs détails et ornements. À ce stade peut également intervenir une découpe pour la création de jours.
Le ciseleur se charge également de reprendre les pièces de fonderie, afin de les retravailler. Après un ébavurage, le ciseleur pourra procéder à une finition en créant des mats ou des motifs.

### Monteur
Le monteur s'occupe de l'assemblage des pièces constituant l'objet. Son travail est essentiellement lié aux techniques de soudure et de finition d'aspect extérieur. Il s'occupe également des pièces destinées à être dorées ou argentées.

### Polisseur-aviveur
Le polisseur est chargé de s'occuper de la finition et de l'état de surface des pièces, à l'aide d'un tour à polir, ou à la main.

### Restauration d'orfèvrerie
La restauration d'orfèvrerie emploie diverses techniques afin de redonner aux pièces leur éclat d'antan. C'est essentiellement un travail de planage, de montage et de polissage qui attend l'orfèvre, bien qu'il soit fréquent d'effectuer des découpes, des moulages, des brasures ou de la ciselure. Dans tous les cas, il faut au préalable identifier les pièces (historique et origine) et repérer leurs points faibles afin de planifier un devis.

## Réglementation

### En France
Le travail des métaux précieux est soumis à réglementation, afin d'éviter que des pièces soient d'une valeur en métal inférieure à la loi. La vérification du taux de métal précieux amène à l'apposition d'un poinçon de contrôle. L'orfèvre marque également la pièce fabriquée de son poinçon d'identification. Autrefois, outre le poinçon de l'orfèvre et le poinçon de garantie, les objets d'orfèvrerie étaient frappés du poinçon de charge et du poinçon de décharge du fermier des droits de marque.
Depuis le 12 décembre 2003, le métier d'orfèvre est reconnu comme étant un métier d'artisanat d'art. L'essentiel des formations d'orfèvre sont sanctionnées par un certificat d'aptitude professionnelle.

## Orfèvres célèbres
- Damoclès (mythologie)
- L’atelier des Würth, (Vienne (Autriche)), XVIIIe siècle - XIXe siècle
- Jakob Krautauer (1772 -1845), (Vienne (Autriche))

Gutenberg doit pour partie la création de l'imprimerie à sa formation d'orfèvre.